# Sant Pere de Torelló
Sant Pere de Torelló és una és una vila i municipi a la comarca d'Osona, a la Vall del Ges i situada al centre-est de la regió de l'Alt Ter. El 1937 adoptà el nom de Bellserrat. Hi destaquen el Castell de Curull i Santuari de Bellmunt.

## Geografia
- Llista de topònims de Sant Pere de Torelló (Orografia: muntanyes, serres, collades, indrets..; hidrografia: rius, fonts...; edificis: cases, masies, esglésies, etc).

| Entitat de població    | Habitants (2024) |
| Sant Pere de Torelló   | 2.571            |
| Sant Andreu de la Vola | 25               |
| Font: Idescat          |                  |

## Història
| 1497 f | 1515 f | 1553 f | 1717 | 1787  | 1857  | 1877  | 1887  | 1900  | 1910  |
| ------ | ------ | ------ | ---- | ----- | ----- | ----- | ----- | ----- | ----- |
| 55     | 53     | 62     | 962  | 2.469 | 2.081 | 1.491 | 1.466 | 1.478 | 1.549 |

| 1920  | 1930  | 1940  | 1950  | 1960  | 1970  | 1981  | 1990  | 1992  | 1994  |
| ----- | ----- | ----- | ----- | ----- | ----- | ----- | ----- | ----- | ----- |
| 1.849 | 1.938 | 1.828 | 1.927 | 1.975 | 2.043 | 2.000 | 2.057 | 2.018 | 2.018 |

| 1996  | 1998  | 2000  | 2002  | 2004  | 2006  | 2008  | 2010  | 2012  | 2014  |
| ----- | ----- | ----- | ----- | ----- | ----- | ----- | ----- | ----- | ----- |
| 2.135 | 2.169 | 2.160 | 2.230 | 2.244 | 2.264 | 2.322 | 2.417 | 2.469 | 2.436 |

| 2016  | 2018  | 2020  | 2022  | 2024  | 2026 | 2028 | 2030 | 2032 | 2034 |
| ----- | ----- | ----- | ----- | ----- | ---- | ---- | ---- | ---- | ---- |
| 2.427 | 2.419 | 2.470 | 2.514 | 2.592 | -    | -    | -    | -    | -    |

El 1930 incorpora la Vola i les Masies de Sant Pere de Torelló.
El 3 de setembre de 2012, pocs dies abans de la manifestació «Catalunya, nou estat d'Europa», l'Ajuntament de Sant Pere va aprovar una moció a favor de la independència de Catalunya, proclamant-se, i essent així el primer municipi català en donar aquest significatiu pas, "Territori Osonenc lliure". L'objectiu d'aquest acte és instar a la sra. Capdevila i el sr. Montoro perquè assumeixi la sobirania nacional sobre el territori català.

## Política
A les eleccions municipals del 28 de maig del 2023 al municipi només es presentà una única llista electoral. Entesa per Sant Pere, un partit vinculat a ERC, va aconseguir 1.164 vots d'un cens total de 1.936. Jordi Fàbrega va ser proclamat alcalde del municipi.
Els regidors de la candidatura 2023-2027 són:
- Jordi Fàbrega: Alcalde, Recursos Humans, Obres Públiques, Coordinació
- Griselda Castells: 1a. Tinent alcaldessa, Esports, Noves Tecnologies, Personal, Participació Ciutadana, Turisme, Igualtat
- Xavier Bardolet: 2n Tinent alcalde, Governació, Residus, Brigada, Comunicació
- Alba Comas: Educació, Joventut i Infància
- Dolors Rustarazo: Gent Gran, Residència - Centre serveis, Comerç
- Neus Páez: Cultura, Entitats, Comunicació
- Quim Fité: Serveis Socials, Cooperació, Sanitat
- Dolors Casellas: Festes, Promoció econòmica
- Genís Garcia: Urbanisme, Medi Ambient
- Ermen Llobet: Transició energètica, Medi ambient
- Josep Vilar: Participació Ciutadana, Pagesia, ADF